# Actief transport
Actief transport is het gemedieerde ('actief bevorderde') transport van biochemische en andere atomaire/moleculaire substanties door cel- en kernmembranen heen. In tegenstelling tot passief transport is er voor dit proces chemische energie nodig in de vorm van ATP. Bij deze vorm van transport bewegen de moleculen in een richting tegengesteld aan een elektrische gradiënt of aan een concentratiegradiënt (gezamenlijk elektrochemische gradiënt genoemd). Dit wordt bereikt hetzij door de affiniteit van de binding te veranderen, hetzij door verandering van de snelheid waarmee het eiwit van vorm verandert.
Meestal betreft het transport van buiten naar binnen, zodat de concentratie aan stoffen binnen groter wordt dan buiten de cel. Cellen hanteren dit mechanisme echter ook om afvalstoffen vanuit de cel naar buiten te transporteren.

## Types
Er zijn twee hoofdtypes: primair en secundair transport. Bij primair transport is er een directe koppeling van energie aan de beweging van de gewenste substantie over het membraan, onafhankelijk van alle andere substanties. Van secundair transport is sprake als de diffusie van één substantie over het membraan het transport van een andere substantie teweegbrengt.

### Primair
Bij primair actief transport wordt energie direct gebruikt om moleculen over een membraan te transporteren. De meeste enzymen die voor dit type transport zorgen vallen onder de zogenaamde transmembrane ATPases. Een belangrijk ATPase dat in alle cellen voorkomt is de natrium-kaliumpomp, die een rol speelt bij het in stand houden van de membraanpotentiaal.

### Secundair
Bij secundair transport daarentegen is er geen directe koppeling met ATP; daarvoor in de plaats wordt door het uit de cel pompen van ionen een elektrochemisch potentiaalverschil gecreëerd dat op zijn beurt voor het transport zorgt. De drie belangrijkste soorten secundair transport zijn uniport, counter-transport en co-transport.

#### Counter-transport
Van counter-transport is sprake als twee soorten ionen of andere opgeloste stoffen in tegengestelde richting door een membraan gepompt worden. Een van de soorten beweegt van een hoge naar een lage concentratie, wat zorgt voor entropische energie. Hierdoor kan de andere soort van een lage naar een hoge concentratie bewegen. Een voorbeeld hiervan is de natrium-calciumpomp (of antiporter), die voor iedere drie natriumionen die de cel binnenkomen één calciumion de cel uit transporteert.
Veel cellen bevatten daarnaast calcium ATPase, dat werkt bij lagere intracellulaire calciumconcentraties en zorgt voor de normale of rustconcentratie van deze belangrijke secundaire boodschapper. ATPase exporteert de calciumionen echter een stuk langzamer: slechts 30 per seconde, tegenover 2000 per seconde door de pomp. De pomp wordt in werking gesteld wanneer de calciumconcentratie sterk stijgt ("pieken") en maakt snel herstel mogelijk. Dit laat zien dat een enkel type ion door verschillende enzymen getransporteerd kan worden en dat deze niet allemaal de hele tijd actief hoeven te zijn, maar dat ze ook kunnen bestaan voor specifieke, kortdurende behoeften.

#### Co-transport
Ook bij co-transport wordt het verval van de ene soort langs zijn concentratiegradiënt gebruikt om een ander molecuul tegen zijn concentratiegradiënt in te bewegen. Een voorbeeld hiervan is de glucosesymporter, die met iedere twee natriumionen de cel in  een molecuul glucose de cel uit transporteert.